# Acestrorhynchus falcirostris
Acestrorhynchus falcirostris är en fiskart som först beskrevs av Cuvier, 1819.  Acestrorhynchus falcirostris ingår i släktet Acestrorhynchus och familjen Acestrorhynchidae. Inga underarter finns listade i Catalogue of Life.